# Flågudden
Flågudden är en udde i Finland.   Den ligger i den ekonomiska regionen  Åboland  och landskapet Egentliga Finland, i den sydvästra delen av landet, 190 km väster om huvudstaden Helsingfors. Flågudden ligger på ön Lillpensor.
Terrängen inåt land är mycket platt. Runt Flågudden är det mycket glesbefolkat, med 7 invånare per kvadratkilometer. Närmaste större samhälle är Korpo, 9,0 km söder om Flågudden. 